# شهرستان اسکات (ایلینوی)
شهرستان اسکات، ایلینوی (به انگلیسی: Scott County, Illinois) یک سکونتگاه مسکونی در ایالات متحده آمریکا است که در ایلینوی واقع شده‌است.

## نگارخانه

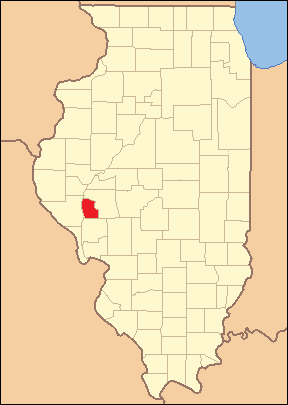